# Britisches Territorium im Indischen Ozean
Das Britische Territorium im Indischen Ozean (englisch: British Indian Ocean Territory) ist ein britisches Überseegebiet. Am 22. Mai 2025 wurde ein Abkommen zwischen dem Vereinigten Königreich und Mauritius unterzeichnet, das die Übergabe an Mauritius regelt. Dieses Abkommen bedarf noch der Ratifizierung durch beide Parlamente.

## Geographie

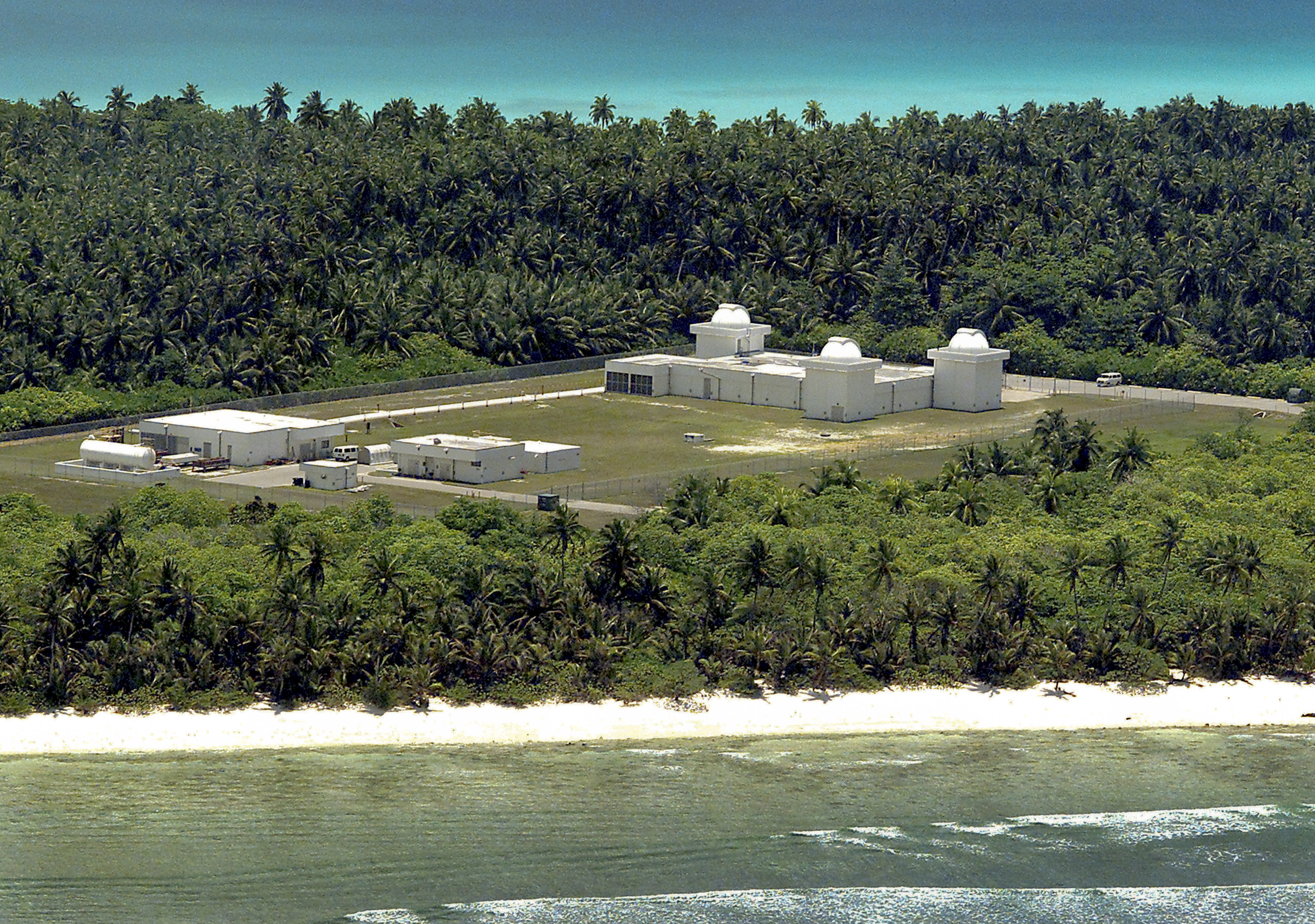
Ground-Based Electro-Optical Deep Space Surveillance System auf Diego Garcia

Der Archipel besteht aus sieben Atollen mit rund 60 größtenteils unbewohnten kleinen Inseln. Er liegt bei 6° 0′ S, 71° 30′ O. Die größte Insel ist Diego Garcia im gleichnamigen Atoll. Die übrigen Atolle sind die Great Chagos Bank, der größte Atollkomplex der Erde (mit Nelsons Island, Danger Island, Eagle Islands und Three Brothers), Peros Banhos, die Salomon Islands, die Egmont Islands sowie ferner das Blenheim Reef und die Speakers Bank, die nur bei Niedrigwasserstand die Wasseroberfläche erreichen und keine Inseln aufweisen.
Die Inseln verteilen sich über ein Seegebiet von 54.400 Quadratkilometern. Alle Inseln zusammen haben eine Fläche von etwa 60 Quadratkilometern.

## Flora und Fauna
Der zum Territorium gehörende Chagos Archipelago ist eines der am besten geschützten tropischen Inselsysteme. Die Inseln bieten Lebensraum für viele Arten, vor allem Seevögel. Die Inseln besitzen zehn Important Bird Areas (IBA), einschließlich des Barton Point Nature Reserve auf Diego Garcia, welches die weltweit größte Population von Rotfußtölpeln (Sula sula) beheimatet.

## Bevölkerung

Flagge der Chagossianer

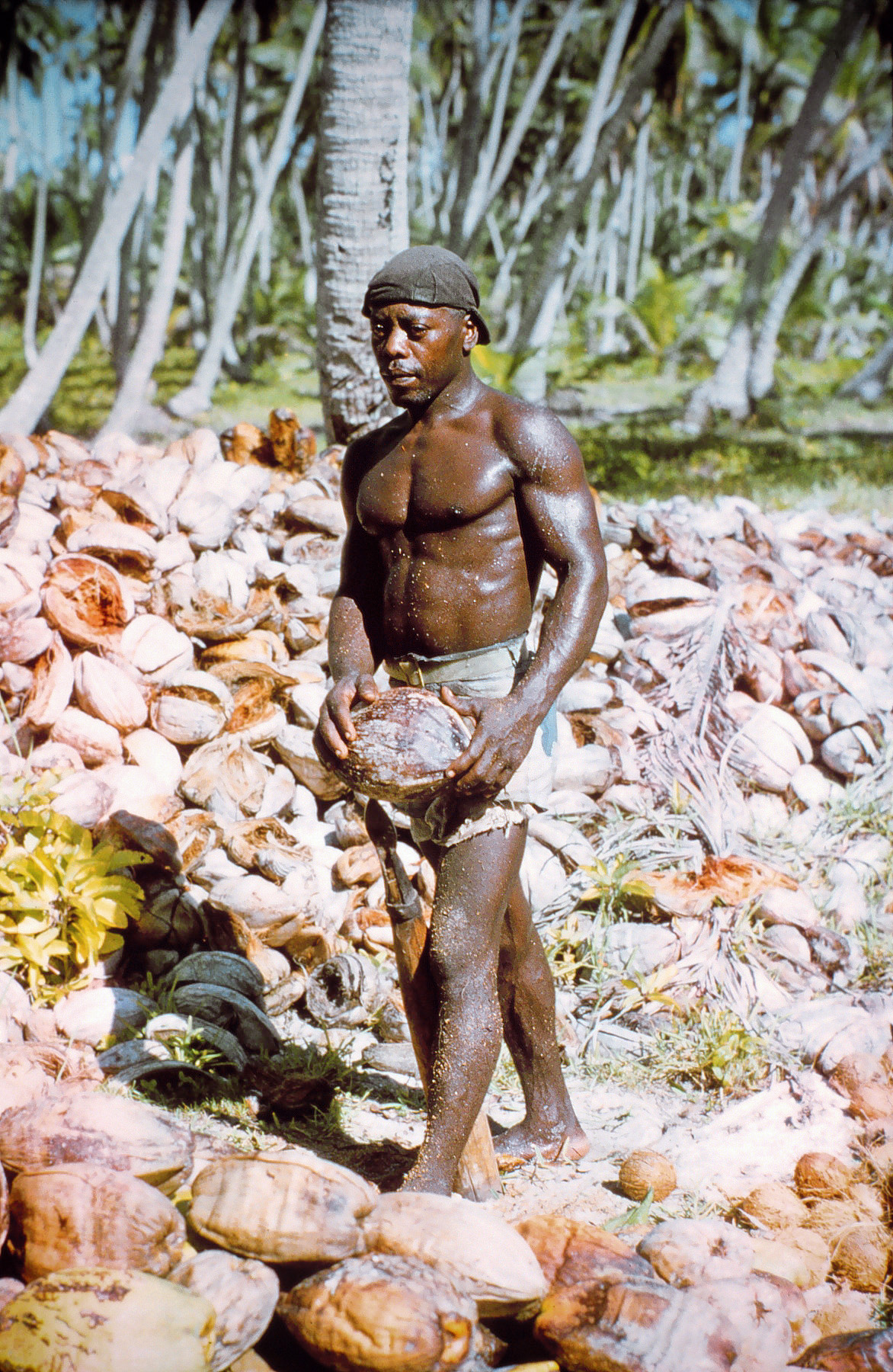
Chagossianer mit Kokosnussernte auf Diego Garcia, 1971

Die Bewohner der Inseln, die Îlois oder Chagossianer, wurden ab 1966 zwangsumgesiedelt und leben seither auf Mauritius sowie auf den Seychellen und im Vereinigten Königreich. Die Inseln sind heute bis auf einen Militärstützpunkt auf der Insel Diego Garcia – den das Vereinigte Königreich gemeinsam mit den Vereinigten Staaten betreibt – unbewohnt.

## Geschichte

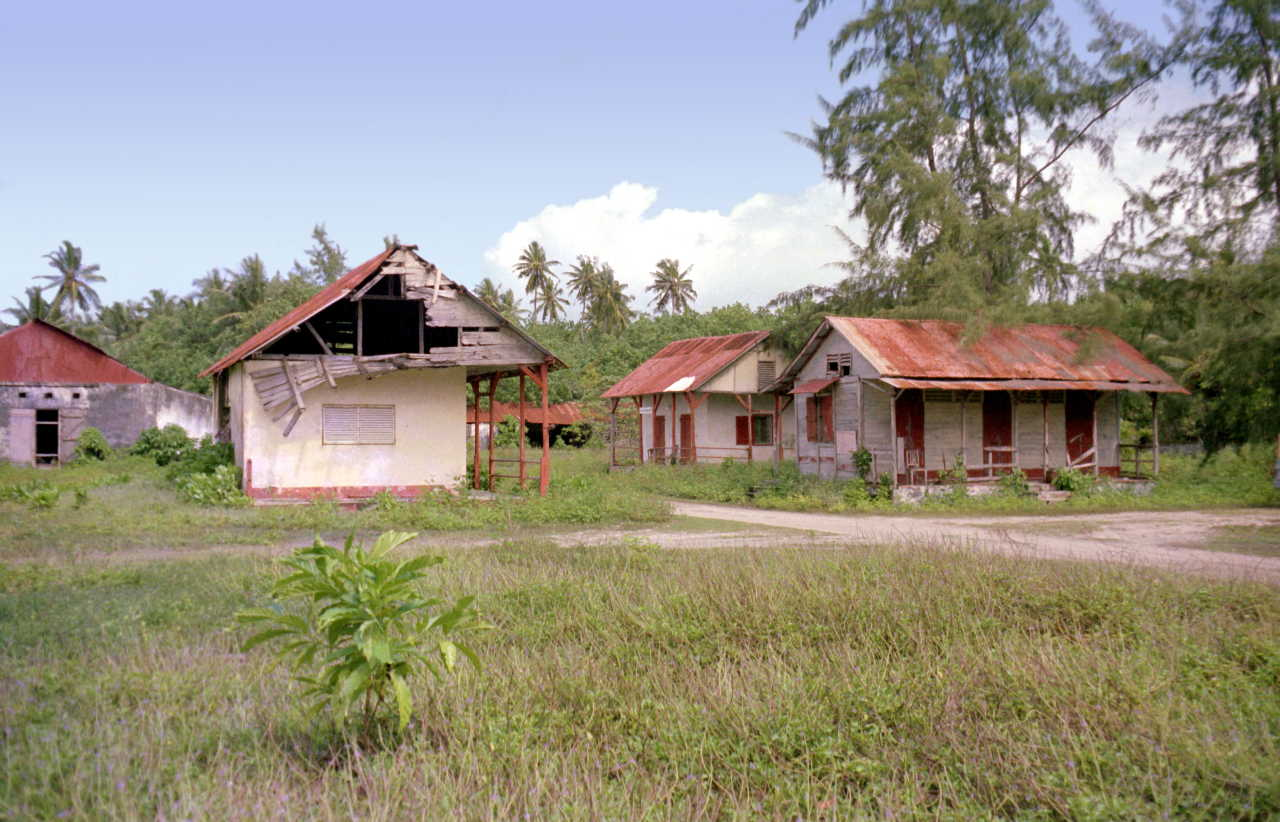
Verlassene Plantage auf Diego Garcia (1982)

Die Inselgruppe steht seit 1814 unter britischer Hoheit.
Die britische Regierung trennte am 8. November 1965 den Chagos-Archipel von der Kronkolonie Mauritius – die drei Jahre später in die Unabhängigkeit entlassen wurde – sowie die Atolle Aldabra, Farquhar und Desroches von der Kronkolonie Seychellen. Aus diesen vier Inselgruppen bildete sie am 8. November 1965 eine eigene Verwaltungseinheit, das Britische Territorium im Indischen Ozean. Hintergrund war, dass das Vereinigte Königreich und die Vereinigten Staaten die Inseln militärisch nutzen wollten und sie deshalb der Selbstverwaltung Mauritius’ bzw. der Seychellen entzogen und stattdessen der direkten britischen Kontrolle unterstellt werden sollten. Der Gouverneur der Seychellen übernahm in Personalunion das Amt des Bevollmächtigten für das BIOT. Das Territorium wurde von Victoria – der Hauptstadt der Seychellen – aus verwaltet. Die Vollversammlung der Vereinten Nationen verabschiedete daraufhin am 16. Dezember 1965 eine Resolution (Resolution 2066 (XX)), in der das Vereinigte Königreich aufgefordert wurde, die territoriale Integrität von Mauritius zu bewahren und dieses einschließlich Chagos in die Unabhängigkeit zu entlassen.
1966 erwarb das Vereinigte Königreich die in Privatbesitz befindlichen Kopra-Plantagen und verpachtete den gesamten Archipel für fünfzig Jahre an die Vereinigten Staaten; in der Folge wurden die etwa 1.200 Einwohner nach Mauritius und auf die Seychellen zwangsumgesiedelt. Die US-Amerikaner errichteten ab 1971 auf der größten Insel Diego Garcia einen Militärstützpunkt, der zum Sperrgebiet erklärt wurde.
Nach der Unabhängigkeit der Seychellen 1976 wurden Aldabra, Farquhar und Desroches zurückgegeben, sodass einzig der Chagos-Archipel im Territorium verblieb.
Von den sieben Atollen des Archipels dürfen nur die im Norden auf 5,3 Grad südlicher Breite gelegenen Salomon Islands besucht werden. Dieses Atoll besteht aus elf kleinen Inseln, von denen Boddam mit 2200 × 500 Metern die größte ist. Bis 1965 wohnten hier etwa 400 Einheimische.
Die ehemaligen Inselbewohner kämpfen bis heute vor britischen Gerichten um ihr Recht auf Rückkehr. 1998 erhoben die Îlois vor einem britischen Gericht eine Klage auf Entschädigung und das Recht auf Rückkehr. Im Jahr 2000 erklärte der High Court of Justice die Deportationen für illegal und gestand den Deportierten das Recht auf Rückkehr zu, was aber folgenlos blieb. 2004 erließ Königin Elisabeth II. namens der Regierung eine Order-in-Council, die die Chagossianer aus ihrer Heimat verbannt. Im Mai 2006 erklärte der High Court of Justice diese Order-in-Council aus dem Jahr 2004 aber für rechtswidrig. Dies wiederum wurde von der Regierung angefochten und an den Court of Appeal verwiesen. Im Mai 2007 entschied der Court of Appeal zugunsten der Îlois. Die britische Regierung legte gegen das Urteil wiederum Berufung ein. Am 22. Oktober 2008 gab das House of Lords der britischen Regierung recht und verbot die Rückkehr der Einwohner auf die Insel. Dagegen wurde Klage beim Europäischen Gerichtshof für Menschenrechte erhoben. Ende 2012 entschied dieser, dass er keine Jurisdiktion über die Sache der Chagossianer habe, da aufgrund einer 1982 erfolgten abschließenden Einigung zur Wiedergutmachung zwischen dem Vereinigten Königreich und den Chagossianern deren Opferstatus entfallen sei. Deswegen und weil die britischen Gerichte den Chagossianern bereits Rechtsschutz gewährt haben, hat der Gerichtshof die Klage nach Art. 35 EMRK abgewiesen. Im Dezember 2010 reichte Mauritius Klage beim Ständigen Schiedshof in Den Haag gegen das Vereinigte Königreich ein. Im März 2015 erklärte das Schiedsgericht, dass das Vereinigte Königreich durch die Einrichtung eines Meeresschutzgebiets um den Chagos-Archipel im April 2010 gegen das Seerechtsübereinkommen der Vereinten Nationen verstoßen habe. Anfang 2013 reichten die Chagossianer Klage beim Ständigen Schiedshof in Den Haag gegen das Vereinigte Königreich ein.
Im April 2006 konnte eine Gruppe von 100 Chagossianern auf Kosten des British Foreign Office den Chagos-Archipel besuchen. Zwei kleine Boote, die „People’s Navy“, starteten im Dezember 2007 in Richtung Chagos-Archipel, um auf die Situation der Exil-Bevölkerung aufmerksam zu machen. Nach einer 2000 Meilen langen Reise wurden Pete Bouquet und Jon Castle, die Besatzung des Bootes Musichana, am 8. März 2008 vor Diego Garcia verhaftet und am 22. März 2008 über Singapur ins Vereinigte Königreich abgeschoben.
Im April 2012 wurde eine internationale Petition an die Vereinigten Staaten eingereicht, um das Weiße Haus darum zu bitten, den Fall der Chagossianer zu überprüfen. Eine offizielle Antwort wurde auf dessen Petitionsseite veröffentlicht; darin wird die Zuständigkeit für den Fall der Chagossianer an das Vereinigte Königreich verwiesen.
Der Pachtvertrag mit den Vereinigten Staaten über den Chagos-Archipel wurde 2016 bis einschließlich 2036 verlängert. Die britische Regierung vertritt die Meinung, dass eine Rückkehr der Bewohner und ihrer Nachfahren erst möglich sei, wenn keine Notwendigkeit für die weitere militärische Nutzung spricht.
Mauritius erhebt bis heute Gebietsansprüche auf das gesamte Territorium. Am 23. Juni 2017 entschied die Generalversammlung der Vereinten Nationen mit 94 zu 15 Stimmen, den Fall dem Internationalen Gerichtshof in Den Haag vorzulegen. Wie am 25. Februar 2019 bekannt wurde, entschied dieser in einem völkerrechtlich nicht bindenden Gutachten, dass die britische Herrschaft illegal und der rechtmäßige Verwalter Mauritius sei. Laut dem Präsidenten des Gerichts, Abdulqawi Ahmed Yusuf, sei es die Pflicht des Vereinigten Königreichs, sich so schnell wie möglich von der Insel zurückzuziehen.
Am 22. Mai 2019 forderte die UN-Vollversammlung das Vereinigte Königreich in der Resolution 73/295 auf, die Kontrolle binnen sechs Monaten an Mauritius abzutreten. 116 Staaten stimmten für die Resolution und sechs dagegen. Dagegen stimmten neben dem Vereinigten Königreich die Vereinigten Staaten, Ungarn, Israel, Australien und die Malediven. 56 Staaten enthielten sich, darunter Deutschland, Frankreich, die Niederlande, Portugal, Polen und Rumänien. Andere europäische Staaten wie Österreich, die Schweiz, Irland, Spanien, Schweden und Griechenland stimmten dafür. Die Abstimmung wurde vielfach als schwere diplomatische Niederlage des Vereinigten Königreichs bewertet. Die Frist verstrich im November 2019, ohne dass es zu einer Rückgabe kam. Am 25. Januar 2021 sprach der Internationale Seegerichtshof die Chagos-Inseln Mauritius zu und bestätigte damit die Entscheidung des Internationalen Gerichtshofs vom Februar 2019.
Am 25. August 2021 beschloss der Weltpostverein auf Betreiben von Mauritius, künftig Briefmarken mit dem Aufdruck British Indian Ocean Territory von Chagos nicht mehr zu akzeptieren. Chagos solle stattdessen Briefmarken von Mauritius verwenden.
Am 3. November 2022 gab der britische Außenminister James Cleverly bekannt, dass das Vereinigte Königreich und Mauritius beschlossen haben, Verhandlungen über die Souveränität über das Britische Territorium im Indischen Ozean aufzunehmen und dabei die internationalen Rechtsverfahren zu berücksichtigen. Zudem einigten sich beide Staaten darauf, den weiteren Betrieb der gemeinsamen Militärbasis des Vereinigten Königreichs und der Vereinigten Staaten auf Diego Garcia zu gewährleisten.
Am 3. Oktober 2024 gaben die Premierminister des Vereinigten Königreichs, Keir Starmer, und von Mauritius, Pravind Jugnauth, bekannt, dass man sich geeinigt habe, die Souveränität über die Inseln an Mauritius zu übergeben und damit das Überseegebiet aufzulösen. Allerdings soll Diego Garcia mit seinen Militärbasen für mindestens 99 Jahre weiter vom Vereinigten Königreich genutzt und verwaltet werden dürfen. Die ehemaligen Einwohner erhalten eine finanzielle Kompensation und eine Rückkehrmöglichkeit auf alle Inseln mit Ausnahme von Diego Garcia. Zudem wurde eine jährliche Zahlung an Mauritius vereinbart.
Der neu gewählte Premierminister von Mauritius Navin Ramgoolam lehnte das vorgeschlagene Abkommen jedoch ab und forderte die Wiederaufnahme der Gespräche im Dezember 2024.

## Politik und Regierung
Das Territorium wird von einem Kommissar (Commissioner) und einem Verwalter (Administrator) im Außenministerium des Vereinigten Königreichs in London verwaltet. Da die Bevölkerung nur aus Militär des Vereinigten Königreichs und der Vereinigten Staaten besteht, gibt es weder Wahlen noch eine Zivilverwaltung auf den Inseln.

### Kommissare für das Britische Territorium im Indischen Ozean
| Name                                                    | Amtszeit | Amtszeit |
| Name                                                    | Beginn   | Ende     |
| ------------------------------------------------------- | -------- | -------- |
| Julian Asquith, 2. Earl of Oxford and Asquith           | 1965     | 1967     |
| Hugh Norman-Walker                                      | 1967     | 1969     |
| Bruce Greatbatch                                        | 1969     | 1973     |
| Colin Allan                                             | 1973     | 1976     |
| Norman Aspin                                            | 1976     | 1976     |
| Philip Mansfield                                        | 1976     | 1979     |
| John Adam Robson                                        | 1979     | 1982     |
| Nigel Wenban-Smith                                      | 1982     | 1985     |
| William Marsden                                         | 1985     | 1988     |
| Richard Edis                                            | 1988     | 1991     |
| Thomas Harris                                           | 1991     | 1994     |
| David Ross MacLennan                                    | 1994     | 1996     |
| Bruce Dinwiddy                                          | 1996     | 1998     |
| Christopher Edward John Wilton                          | 1998     | 1998     |
| auch Kommissare für das Britische Antarktis-Territorium |          |          |
| Charles John Branford White                             | 1998     | 2001     |
| Alan Huckle                                             | 2001     | 2004     |
| Anthony Campbell Crombie                                | 2004     | 2006     |
| Leigh Turner                                            | 2006     | 2008     |
| Colin Roberts                                           | 2008     | 2012     |
| Peter Hayes                                             | 2012     | 2016     |
| John Kittmer                                            | 2016     | 2017     |
| Ben Merrick                                             | 2017     | 2021     |
| Paul Candler                                            | 2021     | 2024     |
| Nishi Dholakia (kommissarisch)                          | 2024     |          |

## Wirtschaft

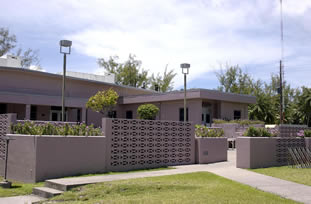
Kantine auf Diego Garcia

Das nach Landfläche größte Atoll Diego Garcia ist bis 2036 an die Vereinigten Staaten verpachtet, die es ausschließlich militärisch beziehungsweise geheimdienstlich nutzen. Da fast nur US-Militär stationiert ist, wird der US-Dollar als Währung verwendet. Briefmarken werden dennoch in britischen Pfund ausgegeben.
Obwohl das Territorium praktisch nur aus einem Militärstützpunkt besteht, erschien es in der offiziellen Handelsbilanz von Osttimor 2008 und 2009 als neuntgrößtes Ziel von osttimoresischen Ausfuhren. 2009 exportierte der südostasiatische Staat 249,6 Tonnen Kaffee im Wert von 142.320 US-Dollar in das Britische Territorium im Indischen Ozean.